# 天喜星
天喜星是紫微斗數中的桃花星，此星屬陽水（壬水），主婚姻及喜慶，一喜破三煞，能化凶為吉。

## 民間傳說
傳說喜神原本是信奉北斗星神的一個虔誠女子，修道成仙時，北斗星君詢問其有何願望，女子以手抿口，笑而不答，北斗星君誤以為她祈求要鬍鬚，就賜她五髯長鬚，因為她笑時呈喜像而封為喜神。
據《封神演義》，商代紂王自幼便天資不凡，在他繼承商朝王位後，並沒有使國勢更加強大，反而沉迷女色，而後被周所滅。元始天尊給他自新的機會，封他為天喜星，成神後能造福人群。

## 加會星曜
紫微斗數中，天喜加會不同星曜，所帶來的影響各有不同。
- 加會左輔 、右弼 ，善交際，有人緣。
- 加會文昌 、文曲 ，有文采，有情趣。
- 加會天魁、天鉞，感情機運多。
- 加會祿、權，科，得財，人緣佳。
- 加會火星或鈴星，積極且開朗。
- 加會擎羊、陀羅 ，感情多波摺。
- 加會火星、鈴星、擎羊、陀羅、地空、地劫感情多波摺。

## 腳註

### 外部資料
- . 看中国新闻网. 2015-10-27  [2024-03-08]. （原始内容存档于2024-03-08）.
- . 搜狐网. 2019-02-01  [2024-03-08]. （原始内容存档于2024-03-08） （中文（中国大陆））.
- . 聯合新聞網. 2023-03-07  [2024-03-08]. （原始内容存档于2024-03-08） （中文（臺灣））.